# Mahavishnu Orchestra

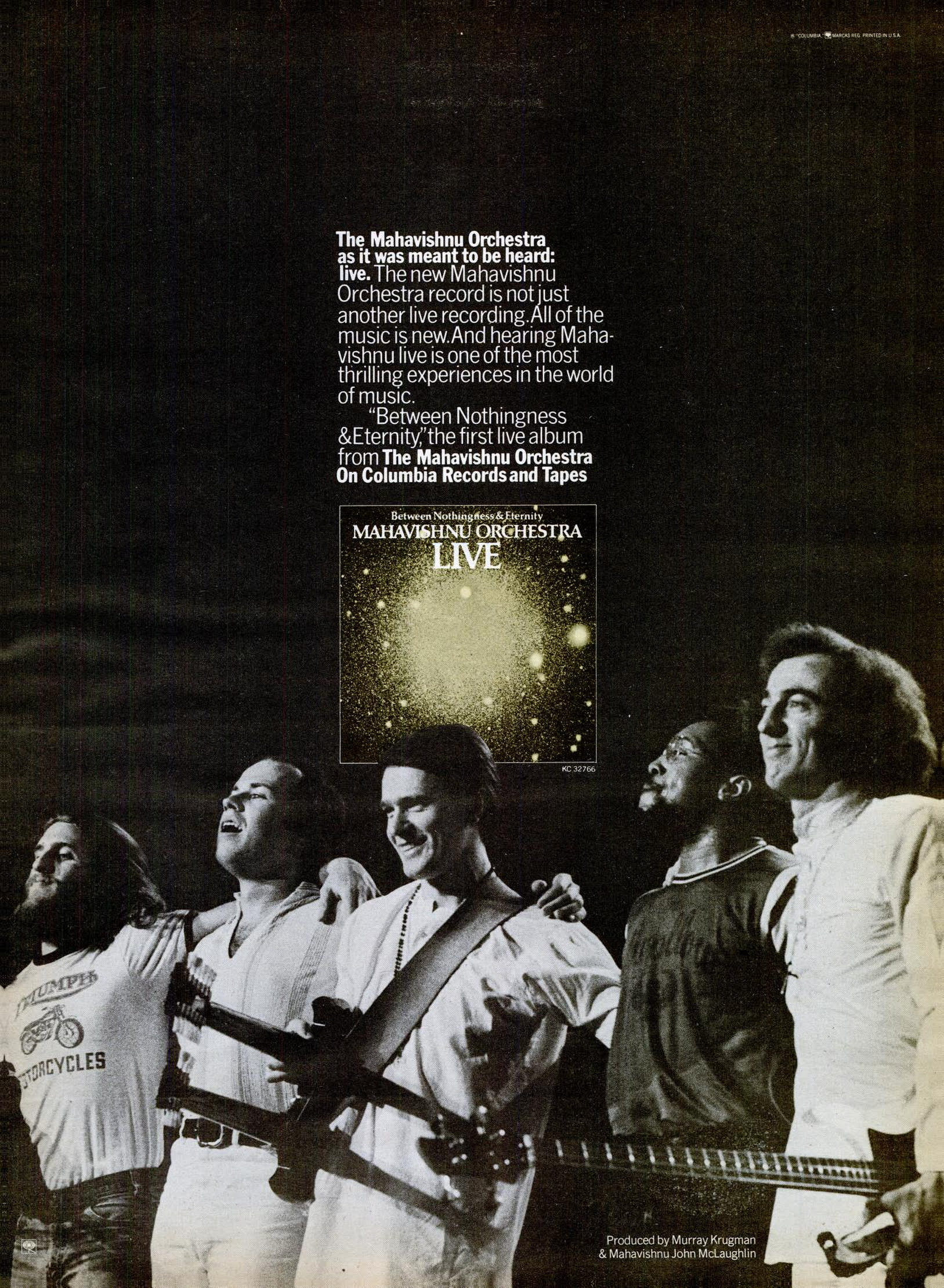
Mahavishnu Orchestra 1973

Das Mahavishnu Orchestra gilt als eine der bedeutendsten Jazzrock-/Fusion-Bands der 1970er Jahre. Es wurde 1971 von John McLaughlin gegründet. Neben McLaughlin (Gitarre) spielten Jerry Goodman (Violine), Jan Hammer (Keyboards), Rick Laird (E-Bass) und Billy Cobham (Schlagzeug).

## Bandgeschichte
John McLaughlin hatte unter dem Einfluss seines Gurus Sri Chinmoy um 1970 den Namen Mahavishnu angenommen. Er hatte bereits vor der Gründung des Mahavishnu Orchestra einen guten Ruf als Jazzgitarrist und u. a. mit Miles Davis und Jimi Hendrix musiziert. Aus früheren Projekten kannte McLaughlin bereits Bassist Laird und Drummer Cobham. Das mit diesen sowie Geiger Goodman und Keyboarder Hammer formierte Mahavishnu Orchestra hatte mit seinen ersten beiden Veröffentlichungen The Inner Mounting Flame (1972) und Birds of Fire (1973) bereits große Erfolge. Den ersten Live-Auftritt in Europa hatte die Band beim Jazz Now Festival im Rahmen des Kulturprogramms der olympischen Spiele am 17. August 1972 in München. Das Magazin Rolling Stone  wählte The Inner Mounting Flame 2013 in seiner Liste Die 100 besten Jazz-Alben auf Platz 75. Die Gruppe stellte ihr Können live auf dem ebenfalls Beachtung findenden Album Between Nothingness & Eternity unter Beweis. Da sich McLaughlin, nicht zuletzt durch seine Orientierung zur indischen Religion und seine Bindung zu Sri Chinmoy, mehr und mehr von seinen Mitspielern entfernte, war das ursprüngliche Mahavishnu Orchestra bereits 1973 vor Erscheinen des Live-Albums zerbrochen.
McLaughlin nahm 1973 das Album Love Devotion Surrender mit Carlos Santana, einem weiteren Anhänger Chinmoys, auf. 1974 reformierte er das Mahavishnu Orchestra mit Jean-Luc Ponty (Violine), Narada Michael Walden (Schlagzeug, Percussion), Ralphe Armstrong (Bass), Gayle Moran bzw. Stu Goldberg (Keyboards). Für das erste Album in neuer Besetzung, Apocalypse, konnte George Martin als Produzent gewonnen werden, außerdem wirkten Musiker des London Symphony Orchestra unter der Leitung von Michael Tilson Thomas mit. Es wurden auch noch zwei weitere Alben eingespielt, doch erreichte die neue Band nicht mehr das Niveau und den Erfolg der ersten Besetzung, so dass McLaughlin 1975 das Mahavishnu Orchestra erneut auflöste, um mit seiner neuen Band Shakti akustische Musik mit indischen Einflüssen zu spielen.
In den 1980er Jahren gab es nochmals einen Versuch, das Mahavishnu Orchestra wiederzubeleben, diesmal u. a. mit Bill Evans (Saxophon), Jim Beard (Keyboard), Billy Cobham (Schlagzeug) und Jonas Hellborg (Bass), jedoch mit mäßigem Erfolg.

## Diskografie
| Jahr | Titel                                                 | Höchstplatzierung, Gesamtwochen, AuszeichnungChartplatzierungen (Jahr, Titel, Platzierungen, Wochen, Auszeichnungen, Anmerkungen) | Höchstplatzierung, Gesamtwochen, AuszeichnungChartplatzierungen (Jahr, Titel, Platzierungen, Wochen, Auszeichnungen, Anmerkungen) | Höchstplatzierung, Gesamtwochen, AuszeichnungChartplatzierungen (Jahr, Titel, Platzierungen, Wochen, Auszeichnungen, Anmerkungen) | Anmerkungen                     |
| Jahr | Titel                                                 | DE | UK | US | Anmerkungen                     |
| ---- | ----------------------------------------------------- | --- | --- | --- | ------------------------------- |
| 1971 | The Inner Mounting Flame                              | — | — | US89 (26 Wo.)US |                                 |
| 1973 | Birds of Fire                                         | DE29 (4 Wo.)DE | UK20 (5 Wo.)UK | US15 Gold · (37 Wo.)US |                                 |
| 1973 | Between Nothingness & Eternity                        | — | — | US41 (14 Wo.)US | Livealbum                       |
| 1974 | Apocalypse                                            | — | — | US43 (14 Wo.)US | mit London Symphony Orchestra   |
| 1975 | Visions of the Emerald Beyond                         | — | — | US68 (11 Wo.)US |                                 |
| 1976 | Inner Worlds                                          | — | — | US118 (7 Wo.)US |                                 |
| 1984 | Mahavishnu                                            | — | — | US—US |                                 |
| 1987 | Adventures in Radioland                               | — | — | US—US |                                 |
| 1999 | The Lost Trident Sessions                             | — | — | US—US | Studioaufnahmen vom Juni 1973   |
| 2011 | Unreleased Tracks from Between Nothingness & Eternity | — | — | US—US | Liveaufnahmen vom November 1973 |